# Charlie Brown (basquetebolista)
Charles Brown Jr. (Pensilvânia, 2 de fevereiro de 1997) é um jogador norte-americano de basquete profissional do New York Knicks da National Basketball Association (NBA) e do Westchester Knicks da G-League.
Ele jogou basquete universitário no Saint Joseph's Hawks e não foi selecionado no Draft da NBA de 2019.

## Início da vida e ensino médio
Brown nasceu na Filadélfia, Pensilvânia e cresceu na parte nordeste da cidade. Inicialmente, ele frequentou a Imhotep Institute Charter High School antes de se transferir para a George Washington High School antes de seu primeiro ano. Em seu último ano, Brown obteve uma média de 18,4 pontos e foi nomeado MVP da Divisão B da Philadelphia Public League.
Brown optou por passar o seu quinto ano na Escola Preparatória St. Thomas More em Oakdale, Connecticut, onde ajudou a equipe a chegar a um recorde de 31-6 e a final do National Prep.

## Carreira universitária

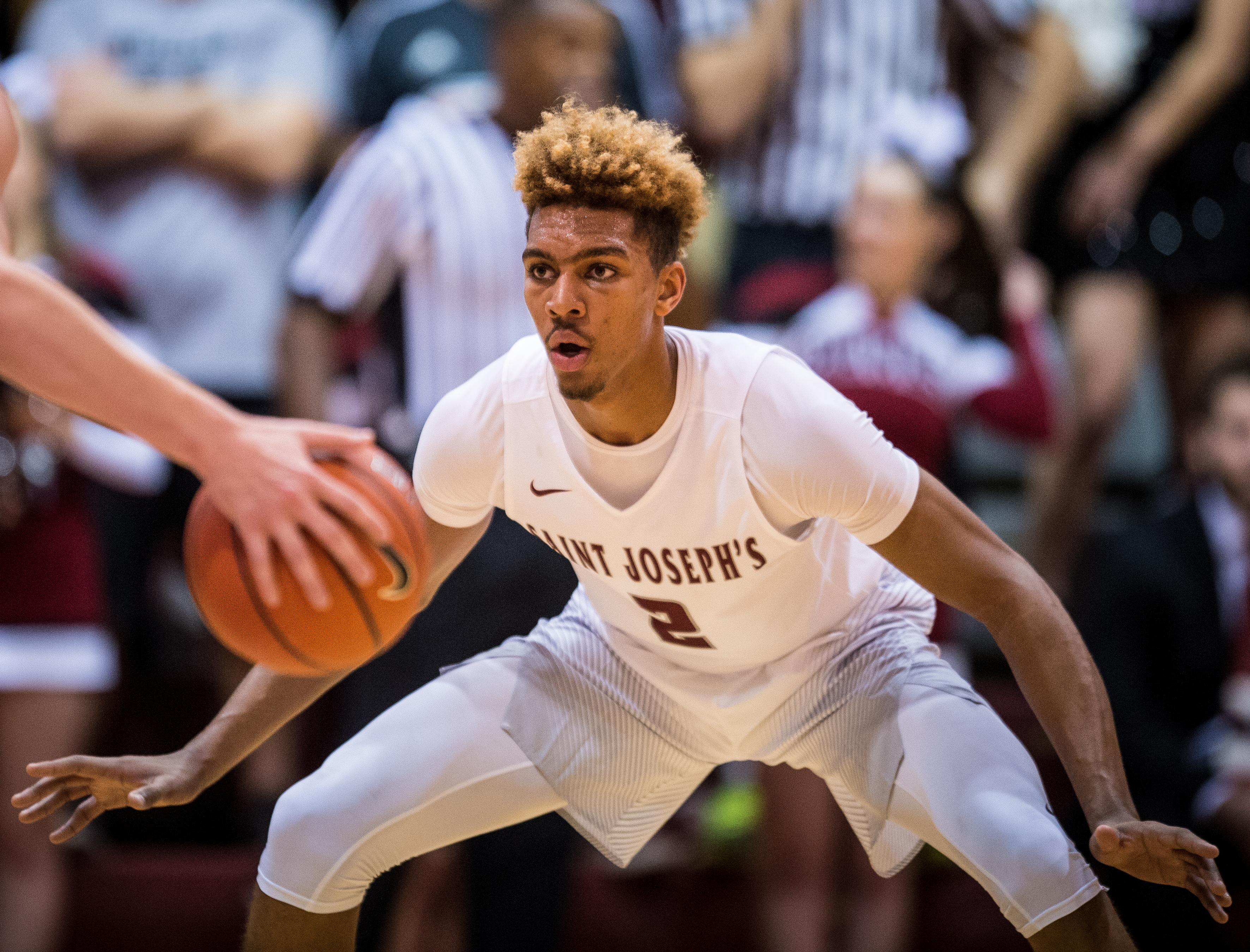
Brown em Saint Joseph's em novembro de 2016

Como calouro na Universidade Saint Joseph, ele foi titular em 30 dos 31 jogos e teve médias de 12,8 pontos, cinco rebotes e 1,1 assistências. Brown foi nomeado para a Equipe de Novatos da Atlantic 10 Conference.
Em sua segunda temporada, ele foi descartado da temporada inteira depois de quebrar o pulso nos treinos da pré-temporada.
Em seu último ano, Brown liderou a Atlantic 10 com média de 19,0 pontos e também teve médias de 6,2 rebotes e 1,5 assistências. Ele foi nomeado para a Segunda-Equipe da Atlantic 10 e para a Primeira-Equipe da Big 5.
No total, ele marcou 1.006 pontos e pegou 352 rebotes em 63 jogos durante sua carreira universitária.
Brown se declarou para o Draft da NBA 2019, renunciando às duas últimas temporadas de elegibilidade.

## Carreira profissional

### Atlanta Hawks (2019–2020)
Depois de não ser selecionado no draft, Brown concordou com um contrato de mão dupla com o Atlanta Hawks em 21 de junho de 2019 e assinou oficialmente em 1º de julho de 2019. Em 6 de novembro de 2019, Brown fez sua estreia na NBA contra o Chicago Bulls e registrou 2 pontos e 1 rebote em quatro minutos na derrota por 113-93.

### Iowa Wolves (2021)
Em 11 de dezembro de 2020, Brown foi contratado pelo Minnesota Timberwolves, mas foi dispensado oito dias depois. Em 25 de janeiro de 2021, ele assinou com o Iowa Wolves da G-League, onde atuou em 13 jogos e teve médias de 12,5 pontos, 5,5 rebotes, 1,9 assistências e 1,6 roubadas de bola em 30,0 minutos.

### Oklahoma City Thunder (2021)
Em 25 de abril de 2021, Brown assinou um contrato de 10 dias com o Oklahoma City Thunder. Em 5 de maio, ele assinou um segundo contrato de 10 dias e 10 dias depois, assinou um contrato de 2 anos e 1.7 milhões.
Em 26 de setembro de 2021, Brown foi dispensado pelo Thunder.

### Delaware Blue Coasts (2021)
Em 20 de outubro de 2021, os direitos de Brown foram negociados do Iowa Wolves para o Delaware Blue Coats em troca de Raphiael Putney. Em 11 jogos, ele teve médias de 16,8 pontos, 8,1 rebotes, 1,6 assistências, 1,6 roubadas de bola e 0,9 bloqueios.

### Dallas Mavericks (2021–2022)
Em 23 de dezembro de 2021, Brown assinou um contrato de 10 dias com o Dallas Mavericks. Ele jogou em três jogos pela equipe.

### Philadelphia 76ers (2022)
Em 3 de janeiro de 2022, Brown assinou um contrato de 10 dias com o Philadelphia 76ers. Em 11 de janeiro, ele assinou um contrato de mão dupla com os 76ers. Em 19 de janeiro de 2022, Brown fez sua primeira partida na NBA em casa pelos 76ers contra o Orlando Magic.

### Retorno a Delaware (2022–2023)
Em 3 de novembro de 2022, Brown foi nomeado para o elenco de abertura do Delaware Blue Coats e acabou ajudando o time a vencer o título da G-League.

### New York Knicks (2023–Presente)
Em julho de 2023, Brown se juntou ao New York Knicks para a Summer League de 2023 e em 8 de setembro, ele assinou um contrato de 10 dias com eles. Em 21 de outubro, os Knicks converteram seu acordo em um contrato bidirecional.

## Vida pessoal
O pai de Brown, Charlie Brown Sr., jogou basquete universitário na Carolina do Norte A&T por dois anos e depois profissionalmente no exterior até que sofreu uma ruptura do tendão de Aquiles que encerrou sua carreira.

## Estatísticas

### NBA

#### Temporada regular
| Ano      | Equipe        | PJ | PT | MPJ  | AP   | 3P   | LL    | RT  | AS  | BR | TO | PPJ |
| -------- | ------------- | -- | -- | ---- | ---- | ---- | ----- | --- | --- | -- | -- | --- |
| 2019–20  | Atlanta       | 10 | 0  | 4.0  | .316 | .333 | 1.000 | .4  | .2  | .2 | .2 | 2.0 |
| 2020–21  | Oklahoma City | 9  | 1  | 16.9 | .302 | .238 | .900  | 1.9 | 1.0 | .4 | .2 | 4.4 |
| 2021–22  | Dallas        | 3  | 0  | 5.0  | .200 | .000 | –     | .3  | .3  | .7 | .3 | .7  |
| 2021–22  | Philadelphia  | 19 | 2  | 8.5  | .265 | .111 | .900  | 1.6 | .3  | .4 | .2 | 1.5 |
| Carreira | Carreira      | 41 | 3  | 8.6  | .270 | .170 | .933  | 1.0 | .4  | .4 | .2 | 2.1 |

### Universitário
| Ano      | Equipe         | PJ                       | PT                       | MPJ                      | AP                       | 3P                       | LL                       | RT                       | AS                       | BR                       | TO                       | PPJ                      |
| -------- | -------------- | ------------------------ | ------------------------ | ------------------------ | ------------------------ | ------------------------ | ------------------------ | ------------------------ | ------------------------ | ------------------------ | ------------------------ | ------------------------ |
| 2016–17  | Saint Joseph's | 31                       | 30                       | 34.2                     | .375                     | .384                     | .819                     | 5.0                      | 1.1                      | .8                       | .7                       | 12.8                     |
| 2017–18  | Saint Joseph's | Não jogou devido a lesão | Não jogou devido a lesão | Não jogou devido a lesão | Não jogou devido a lesão | Não jogou devido a lesão | Não jogou devido a lesão | Não jogou devido a lesão | Não jogou devido a lesão | Não jogou devido a lesão | Não jogou devido a lesão | Não jogou devido a lesão |
| 2018–19  | Saint Joseph's | 32                       | 31                       | 35.6                     | .430                     | .356                     | .845                     | 6.2                      | 1.5                      | 1.1                      | .8                       | 19.0                     |
| Carreira | Carreira       | 63                       | 61                       | 34.9                     | .402                     | .370                     | .832                     | 5.6                      | 1.3                      | .9                       | .7                       | 15.9                     |

Fonte: